# Wilhelm von Knorring
Wilhelm von Knorring, född 6 januari 1774 på Redberga i Marka socken, Skaraborgs län, död 15 februari 1852 på Bränningeberg i Marums socken, Skaraborgs län, var en svensk militär och miniatyrmålare.
Han var son till kammarherren Isac von Knorring och Lovisa Sofia Nordencrantz och bror till Gustaf von Knorring. Han avancerade till major vid Västgöta kavalleriregemente 1820 och fick två år senare sitt avsked från det militära. Vid sidan av sin militära karriär var han verksam som miniatyrmålare där han målade sina verk på elfenben. Han signerade sina arbeten med W. K-ng.     